# 臺灣海峽中線

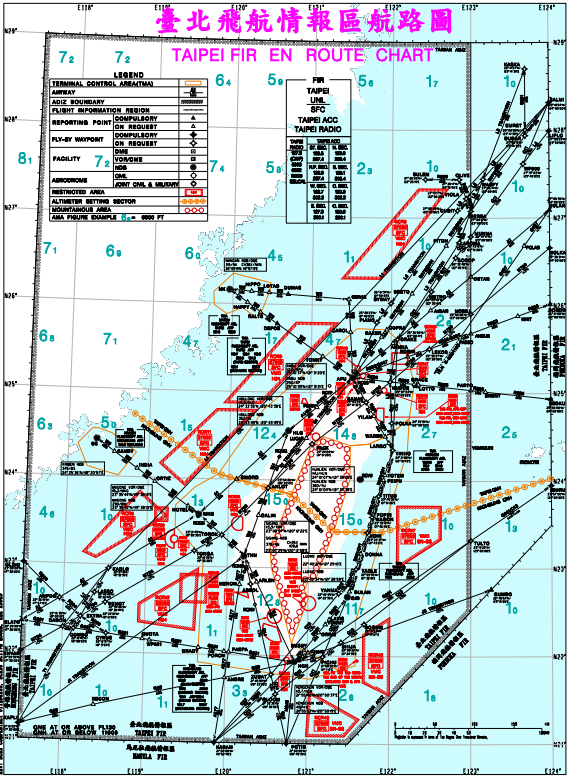
中华民国交通部民用航空局网站提供的台北飞航情报区航路图，虽未标注臺灣海峽中線，但显示中华民国方面在臺灣海峽中線东侧设立四个“restricted area（禁飞区）”。

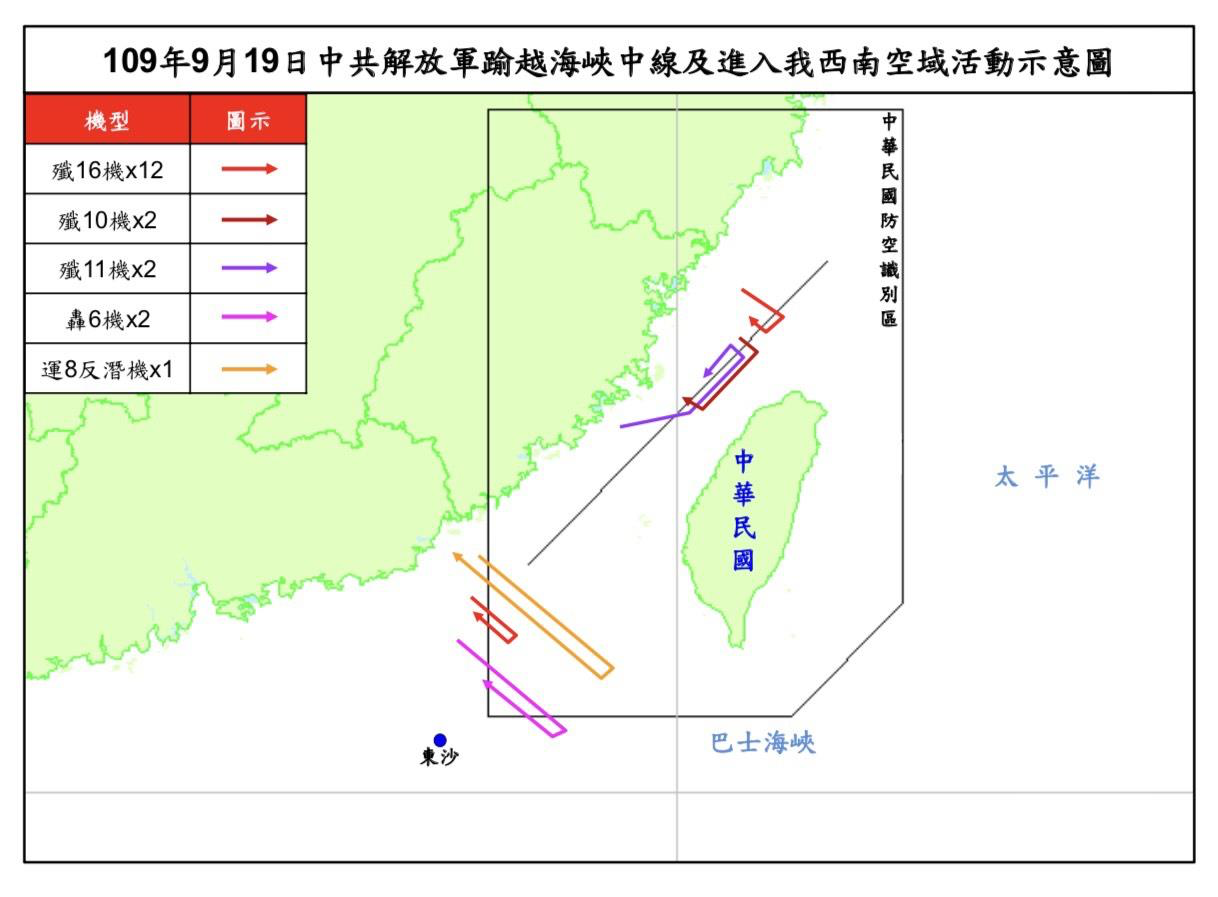
中國人民解放軍空軍軍機在2020年9月19日越过海峡中线及进入中華民國西南防空識別區活动的示意图，此圖由中華民國國防部绘制。

臺灣海峽中線，簡稱台海中線、海峽中線、海峽中心線:268，是中華民國方面認定，在台灣海峽中央的一條無形海上分界線，作為與中華人民共和國政權在事實上的軍事與主權分隔，性質類似於朝韩非军事区與三八线。全线处于两岸各自法律定義的領海之外，中華民國與中華人民共和國之間也沒有簽署過正式協議。中華人民共和國宣稱擁有整個台灣海峽至台灣的主權，推動臺灣海峽內海化，因此中华人民共和国政府並未公開接受過海峽中線，自2020年起則公開宣布不存在海峽中線。
海峽中線的制定者、制定时间、經緯度存在不同说法。一般指美國方面於1950年代向中華民國政府所建議劃定。中華民國國防部认定为從北緯27度、東經122度延伸至北緯23度、東經118度的直线，東北─西南走向，長度約500公里。與上海飞行情报区及台北飛航情報區之间的界線大致重疊。
1950年代起，中華民國空軍掌控中国大陸东南地区的制空權，中华民国海空军同时军事封锁台湾海峡，执行关闭政策。中华人民共和国军民船只因此长期不穿越台湾海峡。1970年代起，中华人民共和国在海运方面逐步突破中华民国的军事封锁。1974年，解放军海军舰队首航台湾海峡。1980年代，中华人民共和国民船以在台湾海峡中线西侧通过的方式，实现部分航行自由。中华人民共和国交通部在1992年时表示己方商船在台湾海峡有航行自由的权利，但出于船舶安全考虑，要求民船不要进入海峡中线东侧海域。
在1990年代，中华民国空军仍拥有台湾海峡空域制空权。持续越过台海海峡中线，对中国大陆进行抵近侦察、侦照、巡逻。1996年台海危机时，美国海軍第七舰队经过台湾海峡，中国人民解放军军机数次飞越台湾海峡中线。1999年7月，时任中華民國總統李登輝提出两国论。解放军军机大举出海，数度逼近台海海峡中线。台湾媒体報導，在美國政府要求下，中华民国空军侦察、巡逻和训练范围局限于海峡中线东侧。
2004年5月，中華民國政府官员对外公布座標，正式承認中線。同时，除向金门、马祖以固定班次运输物资补给的军机和军舰外，海峽兩岸的軍機與軍艦為了避免引發軍事衝突:268，雙方都保持默契互不穿越海峽中線。而主动越过海峡中线、进入东侧海域的中华人民共和国民船则主要是渔船:1、采砂船。2016年兩岸局勢開始轉變，解放軍空軍巡台頻傳下，偶爾仍有發生解放軍空軍穿越中線事件。而後，官方声明臺灣海峽中線不存在。2022年8月時任美國眾議院議長裴洛西訪台，中國大陸表示因此次事件，解放軍在環臺軍演結束後，未來行動均將多數超過中線進行。

## 设定者与设定时间
台海中線是1949年中華人民共和國建國後，两岸分治的副產品。該界線的劃定者有數種說法，设定时间则无明确说法：
- 1954年12月，中华民国与美国缔结《中美共同防禦條約》。美軍太平洋司令部據此單方面劃定，因而成為台灣海峽兩岸軍事和平底線與軍事默契。[33]
  - 美國軍方依據《中美共同防禦條約》而在1955年成立美軍協防台灣司令部，出於控制衝突的考慮，建議中華民國國軍所有戰機和艦艇必須在「海峽中線」以東活動，否則美軍無法提供安全保障。由當時美軍太平洋司令部一位名為戴維斯的幕僚（或称参谋军官[34]:130—131）划出「海峽中線」[35][14]。
    - 中华人民共和国作者、2008年文章指，“美军太平洋总部参谋军官”制定的说法来自中華民國海軍中将葛敦華的访谈录。虽然“访谈内容在史学中的证据可信度相对较低”，但参照三八线的制定过程，“也不能完全认定这个说法毫无根据”[34]:130—131。BBC中文网、2020年报道指，这一说法来源于中华人民共和国媒体对美军和小班傑明·戴維斯（英语：Benjamin O. Davis, Jr.）准将的矮化[36]。亦有中華民國作者在解释台湾海峡中线起源不明时使用[d]。
- 1955年，駐台美軍第十三臨時航空特遣隊（Air Task Force 13 (Provisional)）時任司令小班傑明·戴維斯（英语：Benjamin O. Davis, Jr.）空軍准將對美軍所下的指令：只要中國人民解放軍之機、艦越過海峽中線，而且判明具有敵意的話，協防臺灣的美軍戰鬥機即可迎戰開火。所以又稱為「戴維斯線」（Davis Line）[37][34]:130—131[36]。

- 美軍協防台灣司令部（USTDC）於1958年9月17日[來源請求]頒佈的第201-1號作戰命令中的「交戰規定」中，就提到空軍交戰程序：經管制官或飛行員判明為敵機，且若該機飛越戴維斯線以東時，即變為犯有敵對行為，將予迎擊並殲滅之。不明機出現於戴維斯線以西時，即予攔截與判明，若疑有敵對意向時予以監視之。當經美軍第13臨時航空特遣隊司令、副司令、作戰處處長或作戰組組長宣佈為敵對時，則可予以迎擊而殲滅之[34]:130。

- 時任中華民國空軍作戰司令部（現空軍作戰指揮部）司令的陳有維上將所劃定的海峽中線，又稱陳有維線[e][38]，该说法亦有作者在解释台湾海峡中线起源不明时使用[d]。
- 中華民國海軍劃定的一條呈東北-西南走向圓弧形，但该文作者没有提及具体制定者、制定时间、来源[d]。

## 三条中线和类似界线

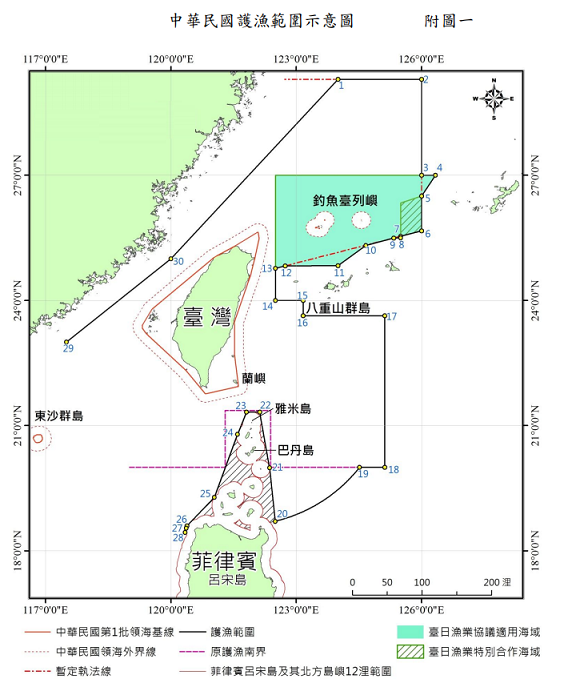
2014年11月20日，行政院農業委員會公布《政府護漁標準作業程序》中的中華民國護漁範圍示意圖。公布的台湾海峡护渔范围座标为三点连线。与中华民国国防部公布的台湾海峡中线座标不同。

海峽中線的實際座标（即經緯度）多年一直沒有公佈。如1992年出版、行政院研究發展考核委員會编撰书籍中展示的“我国海军护渔海域图”，虽标示出“海峽中線”，但未标示详细座标:83。2008年、中华人民共和国作者提及有三条不同座标的台海中线。其中，戴维斯线定义为，北纬21度、东经119度到北纬23度30分、东经121度，然后再到北纬26度向东延伸:130—131。
2004年5月，時任中華民國國防部部長李傑在記者會上透露有關數字。2008年报道提及，李傑公佈的中線由五個坐標串連而成，最北處為北緯27度、東經123度；依序為北緯26度、東經122度；北緯25度、東經121度；北緯24度、東經120度；北緯23度、東經119度。
另外，中華民國國軍所使用的數據略有不同。中華民國國防部情次室次長陳國華中將在2019年7月30日公布的座標，是北緯27度、東經122度至北緯23度、東經118度的直線連線。同时，“台海中線的定義並沒有多種版本，國軍對於中線只有一個定義”。中华人民共和国作者提及的中華民國空軍使用的海峡中线座标与陳國華说法相同，而中華民國海軍使用的海峡中线由于地球曲率的影响跟空军略有不同。该作者未提及中華民國海軍使用的具体座标:130—131，是否是2008年报道提及的五個坐標，不得而知。
此外，行政院農業委員會2014年1月公布《政府護漁標準作業程序》。附圖一：中華民國護漁範圍示意圖以30个编号座标相连，示意护護漁範圍。在台海海峡中，从北向南，以1号（北緯29度18分、東經124度）、30号（北緯25度、東經120度）、29号（北緯23度、東經117度30分）相连分界。与中华民国国防部对台湾海峡中线定义不同。附圖二：暫定執法線海域，则未在台湾海峡中标注分界线。為了空防所需，中華民國交通部民用航空局在海峽中線以東與台灣西部海岸線間畫設R-8、R-9、R-11等數個禁航區。

## 歷史

### 中线确立前

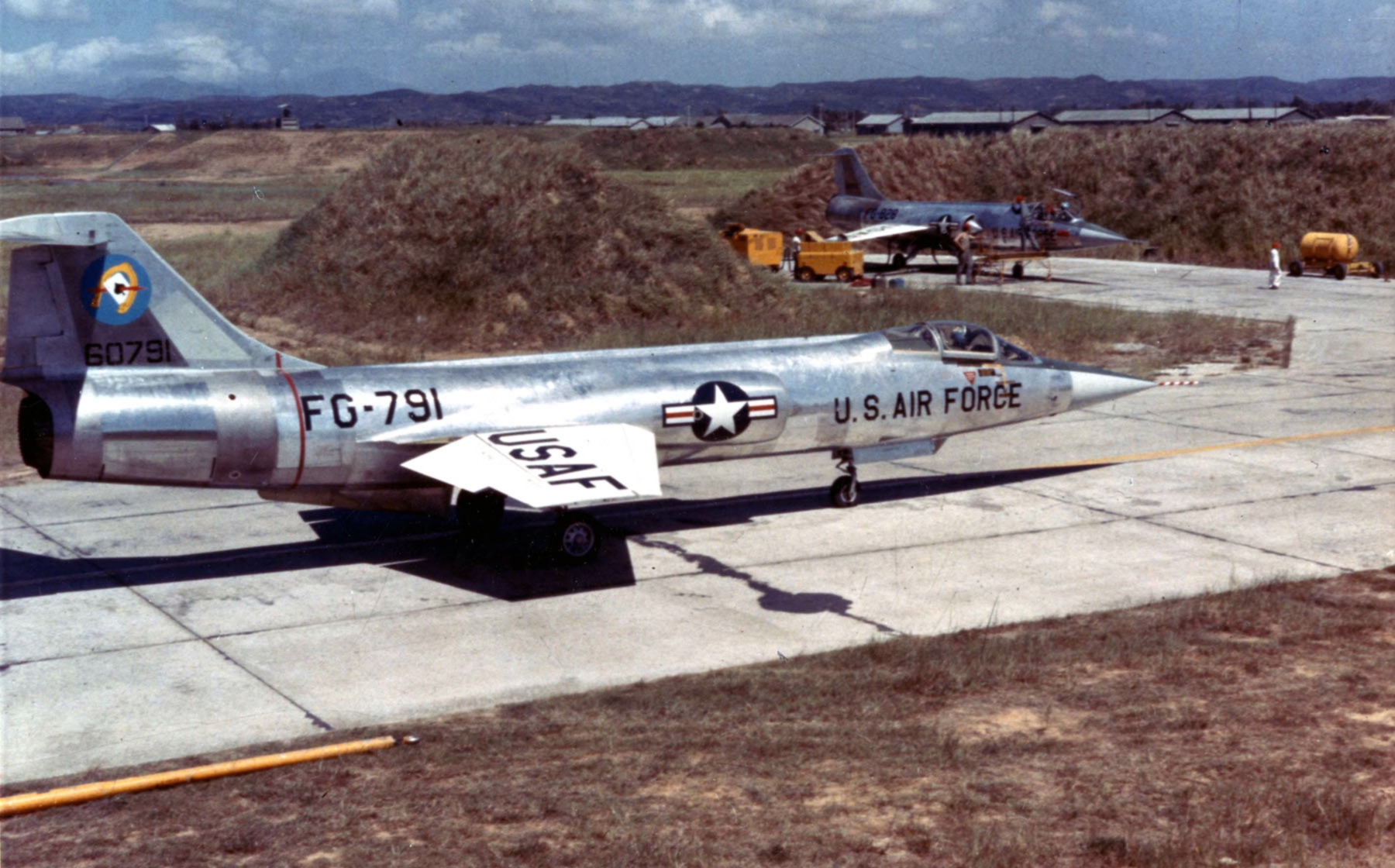
1958年9月15日，美國空軍第83戰鬥攔截機中隊派駐在台灣桃園空軍基地的洛克希德F-104A型戰鬥機

自1940年代末起，由于美国和台北方面占据军事优势，中华民国政府得以在台湾海峡执行更为严苛的關閉政策。至1968年时，中华人民共和国方面一直避免船只通过台湾海峡，中國大陆南北港口之间的航线由此中断20年。
1968年，中國大陸船隻以绕行太平洋恢复在南北航线的航行。此后，仍长期绕行太平洋。军用船只亦是如此。中国人民解放军海军南北调动鱼雷艇，需要经由火车运输。1974年1月，西沙海战期间，中国人民解放军海军东海舰队增援南海舰队。22日，舰艇编队通过台湾海峡，中华民国海军全程监控，飞机一路跟踪至广东潮阳企望湾，但未做出其他军事反应。这是中国人民解放军海军水面舰艇舰队第一次通过台湾海峡。
1979年，中國大陸货轮在台湾海峡复航。同年9月12日，中华民国政府公告中止《戡乱时期截断匪区海上交通办法》。视为法理上终止关闭政策，但允许海军、空军搜捕、击毁中华人民共和国籍船只的《投匪资匪之轮船公司及船只紧急处置办法》直到1992年1月方才废除。
1983年底，中國大陸客轮通过台湾海峡，此後大抵以在海峡西侧通过的方式航行。1992年11月27日，中华人民共和国交通部印发《关于我商船航行以台湾海峡问题的批复》，回复中国远洋运输总公司的请示，并要求：“1，大陆商船通过台湾海峡时可自行选择航线。2.不要进入海峡中线以东海域和国民党占驻岛屿10海里内以内的海域”。

### 中線的確立
1985年4月起，中華民國空軍減少超过台海中线、进入中国大陆的日常侦照，仅「在必要时」实施:154—155。1989年4月间，中華民國國防部颁布《国防部加强海防警（守）备工作实施计划》，中華民國海軍海防工作具体实施要领之一，“减少大陆沿海侦巡频率，改以台湾本岛西海岸近海侦巡为重点[……]”。1990年时，中華民國海軍“加强海上巡护防止我渔船被大陆不明渔船洗劫提报资料”中，海军护渔区域已局限于“台湾海峡中线以东之海峡正面海域。”:81—83
中華民國空軍方面，仍有军机持续越过海峡中线抵近侦察、巡逻自苏浙一带至粤琼一带的中國大陆海岸线。如1990年7月20日，中華民國空軍对主目标浙江台州路桥机场、副目标温州机场进行侦照活动，险些发生空战。1992年7月6日，中華民國空軍对佛山沙堤、泉州惠安、厦门马巷等机场的紅旗2號防空飛彈进驻情况进行侦照:154—155。
1990年代初期，在中华民国国军拥有台湾海峡全部空域制空權的情况下。中国人民解放军军机则基本都在中国大陆海岸线15海里内活动。“中共机舰活动范围，甚少逾越海峡中线或是侵入专属经济水域:46。”中華民國空軍飞行员更称，自1958年金门炮战后的四十年來，双方以中国大陆海岸线外15海里为「巡航界線，也有『你不出海，我不進大陸』默契」。所以，解放军军机出海就被国軍方面视为挑衅。
1996年，台灣海峽飛彈危機發生后，中國人民解放軍軍機演習靠近台海中線，並有零星飛越台海中線的情況發生。此时，解放军飞机不飛入台灣海峽，而是在海峽南北開口處出海飛行擺出姿態。中華民國國防部2006年国防报告书指，随着解放军海、空军军力增长，1996年后，原有情形“出现根本性转变”。1998年时，解放军军机在海峡中线以西巡弋次数为400架次:46—47。解放军虽在1998年已换装第二代戰機，但此时，中華民國空軍军力仍占优。解放军的飞行被形容为“不知道何時會被擊落”的“自殺任務”。
1999年7月9日，時任中華民國總統李登輝提出「特殊的國與國關係」，数百架次的解放军军机出海，数度逼近海峡中线。局势在921大地震后缓和。中華民國空軍在军力占优的情况下，将侦察、巡逻和训练范围局限于海峡中线东侧。这被视为台海双方新形成的默契，以海峡中线为活动范围边界。对于中华民国空军的退守，《自由時報》报道指，这在美國政府介入两国论危机后，為避免兩岸發生戰事，要求中華民國國軍不得採取軍事回應，並把空中巡航範圍限縮到海峽中線以東。时任中華民國國防部部長唐飛代表中华民国政府同意接受。《聯合報》記者程嘉文發文指该说法是“無法證實的消息”。
美国之音转引的台湾《中國時報》文章，将海峡中线的确立（公布確定位置）视为两国论的產物，认为這使得中华民国空军预警时间减少一半，训练空域也缩小了。2001年出版、中國國防报编辑部编撰书籍则指，基于对台湾的领土主张，中国人民解放军“完全有理由、有权力越过海峡中心线直抵台湾近海沿岸进行巡逻”。:269
另一方面，從台灣松山到马祖的W2、W8航路、澎湖马公到金门的W6航路，中華民國海軍对金马的运输任务都穿越了海峽中線，中华人民共和国政府对此不提异议。

### 两岸默契期
2004年5月，時任中華民國國防部部長李傑公佈海峽中線的實際座標。9月27日，时任中華民國總統陳水扁乘「空軍一號」自台北飛赴澎湖視察。10月2日，时任中華民國副總統呂秀蓮乘專機飛赴澎湖。陈吕的行程均不需越过台湾海峡中线，但解放军的应对仍“打破双方默契”。解放军军机在9月27日大量出海，数量超过1999年7月两国论危机时的单日最多架次。中華民國國防部部長李傑及飛彈司令部司令谷風泰證實，9月下旬確有多批解放军戰機密切挑釁，而27日當天戰機「確實比平時多一點」，但並未越過海峽中線。中華民國空軍總部另外表示，解放军以多批次30餘架出海訓練，在近幾年相當常見，「不過當天起飛的戰機數量是多些」。此后《中國時報》、《聯合報》称，两次出行，解放军军机飞越海峡中线，意图攻击專機。11月11日，中華民國國防部新聞稿稱，陳水扁專機出動「當時」及呂秀蓮出訪「當日」都沒有解放軍軍機活動，有關陳呂飛機曾被戰機鎖定的說法完全不實。
2008年5月，馬英九就任中華民國總統。6月，即开始兩岸兩會高層會談。两岸关系趋于缓和后，是否开放海峡中线被视为是两岸之间最大的歧见。2008年当年，兩岸直航定期航班及海上航班分別開通。2009年7月2日，时任国务院台湾事务办公室主任王毅接见中國國民黨籍立委组成的两岸金融观察团。观察团团长赖士葆转述，王毅主动提出增加两岸直航航班到每周700到800班次。此外，北方航线已经接近饱和，建议开放海峡中线。当日，陆委会记者会回应中的第三条“两岸有关航路的协商，必须在不影响国家安全的基础上进行，国家安全是必要考量，所以我方已在第三次江陳會談中明确表示，海峡中线航路不在协商规划之内。”7月6日，中華民國國防部新闻稿回应，由于“台湾空域纵深短浅，空军重要训练空域位于海峡中线以东”，因此两岸空运直航的航线以不穿越海峡中线为原则，确保航班的安全，维护国军整体训练空域的完整。中華民國國防部军事发言人虞思祖少將对美国之音说，开放海峡中线要以确保台湾国防安全为首要考量。他说：“海峡中线对我们国家空防安全关系极为重大，所以说，在中共没有放弃武力犯台，调整军事部署之前，两岸的空运航路应该以现行的南北航线来运作，以兼顾到国家经济的发展与国家安全。”正在巴拿马访问的馬英九回应，中华人民共和国方面在第三次江陳會談之前也提出过类似建议，但中华民国方面已经非常明确地告之，海峡中线是中華民國空軍的演训场所，实在无法开放。民進黨发言人莊碩漢认为，海峡中线是底线，绝不能开放，这是朝野的共识。据台湾媒体报导，王毅以书面传真形式表示，中华人民共和国方面愿意通过海协会、海基会的两会渠道继续就此进行协商。有评论认为，馬英九“维持海峡中线，就是维持两岸「分裂分治」现状的底线”，而海峡中线“对台湾民眾，更是重要的心理防线。”
2011年6月29日，中國人民解放軍兩架Su-27戰鬥機欲攔截美軍一架U-2偵察機時飛越海峽中線，直到U-2北返日本領空才返回海峽中線以西。
2015年1月12日，中华人民共和国方面為紓緩空中航路擁擠，中國民航局新設通過台海的四條新航線，分別為縱向的M503航路與由陸地橫向連接的W121、W122與W123航路。新航路是在上海飞行情报区內，最近距海峽中線7.8公里，引發中華民國政府和輿論界的反彈，之後在雙邊的交涉下M503航路延後至2015年3月29日實施。W121等3條銜接航路於2018年1月4日啟用。
2015年5月8日，行政院海岸巡防署、臺灣警察專科學校合办研讨会，讨论海域执法。此时，中国大陆渔船越过台湾海峡中线，进入东侧海域捕鱼已成为常见现象:1。在北方三島、澎湖海域尤为严重。福建龙海、石狮、东山渔民则已接近澎湖海域12海里线:102—103。此前，为阻止大陆渔船越界，中華民國政府在《臺灣地區與大陸地區人民關係條例》中增訂第80條之1。后又修正第80條之1，提高罰鍰金額。中国大陆限制沿海采砂的背景下，台湾海峡中线东侧在2018年之后，成为大陆采砂船活跃区域。2020年7月28日，海洋委員會海巡署指出，1月至7月間，已有近3,000船次的大陸籍採砂船和運砂船越過海峽中線，在澎湖群島海域採砂。
2019年3月31日，中国人民解放军空军兩架殲11型戰機飞越台海中線，時間長達10餘分鐘。這是繼1999年後，解放軍軍機近20年來首度刻意飛越海峽中線。中華民國空軍派出戰機升空應對，中華民國國防部其後對此表達嚴正抗議與譴責。美國國家安全顧問約翰·波頓公開表示解放軍軍機越過台灣海峽中線的挑釁不得台灣人民民心，美國會依據台灣關係法堅守承諾。7月30日，针对解放军在東山島海域的军演可能跨越台海中線的疑问，中華民國國防部情次室于十五年后再度公布台海中線座標。

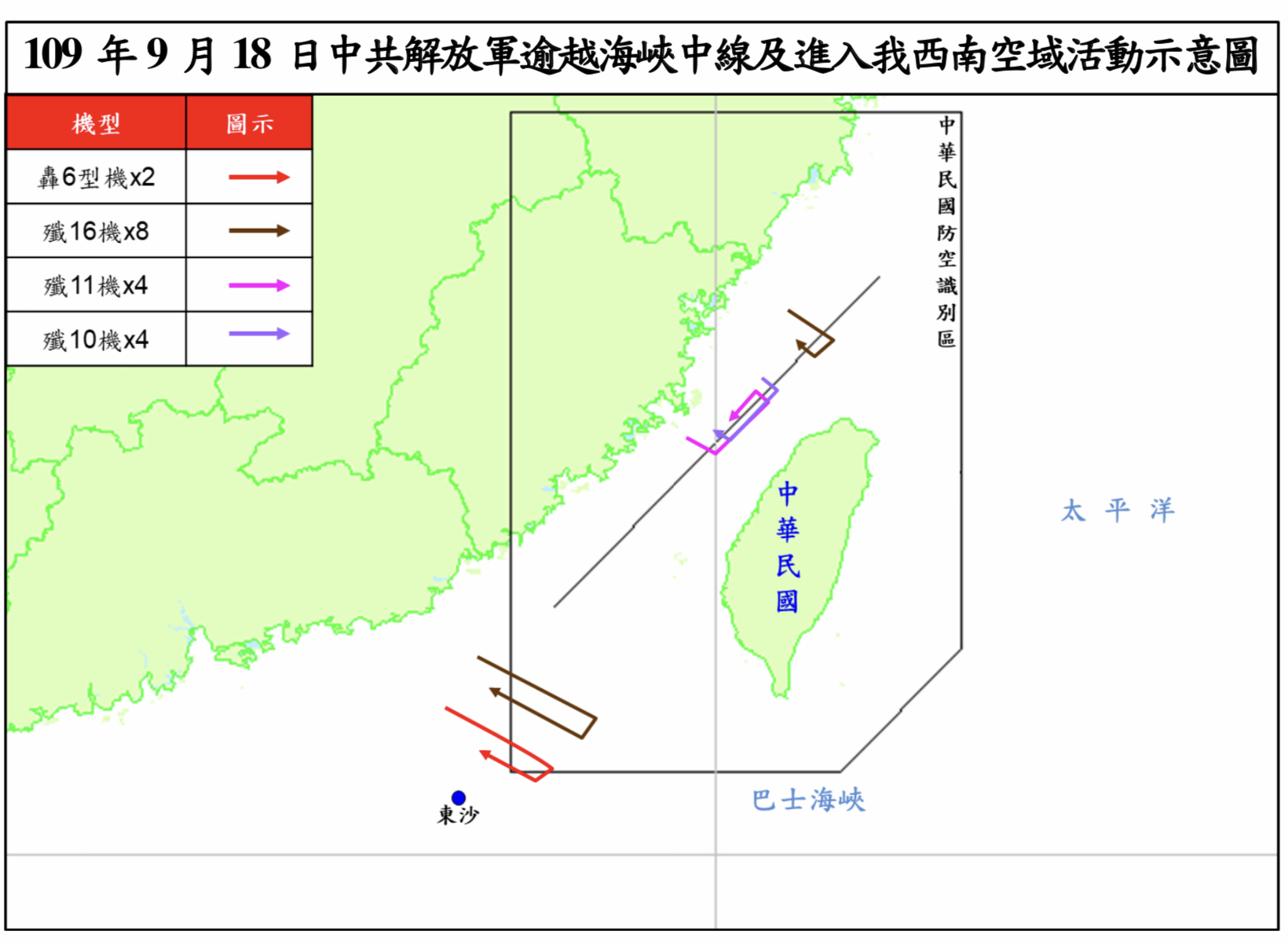
2020年9月18日，解放軍軍機大規模越过海峡中线

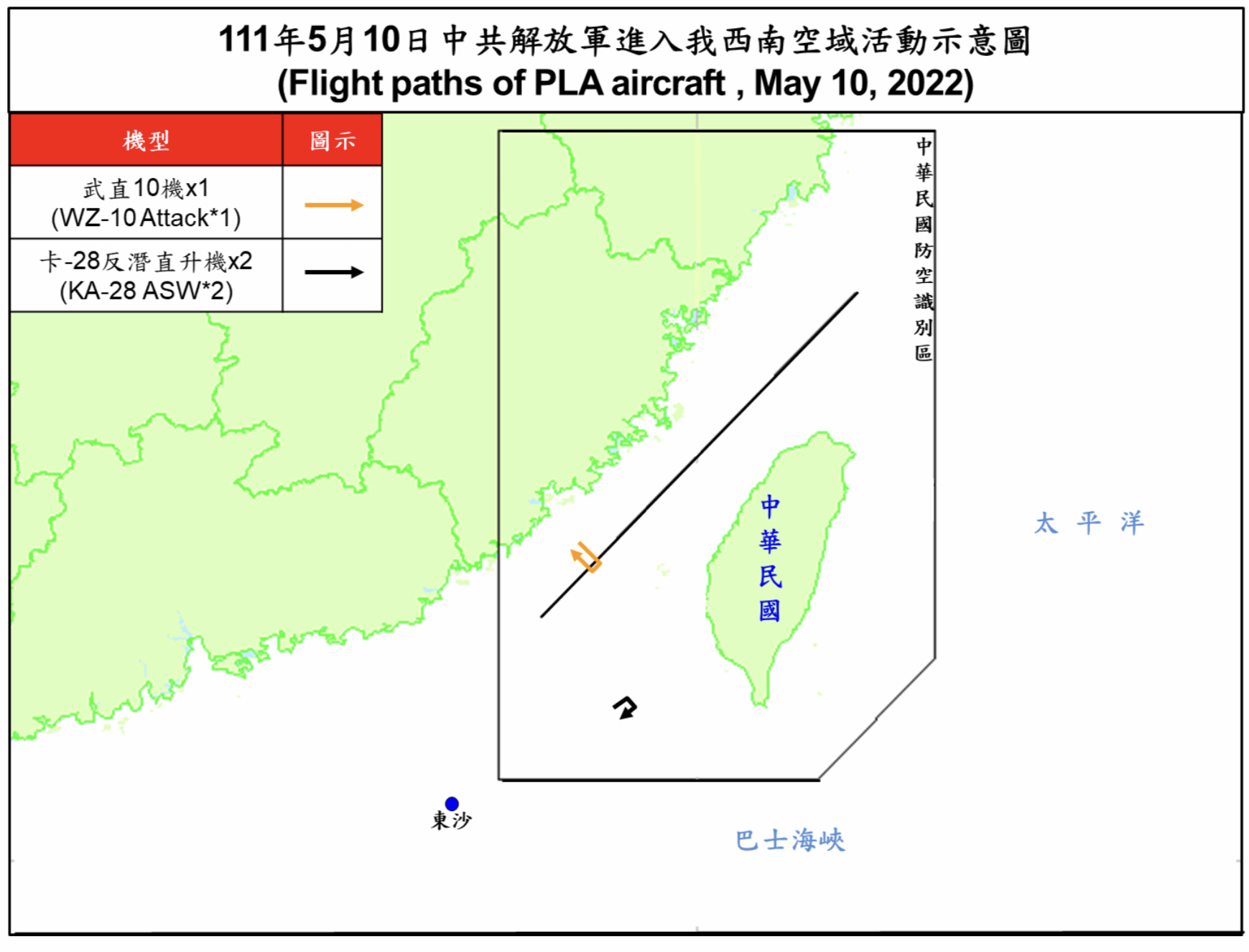
2022年5月10日，直-10第一次越過海峽中線

2020年1月，蔡英文再度当选中华民国总统。2月2日至9日，中華民國副總統賴清德访问美国:78。10日，中國人民解放軍轟6等型機經巴士海峽進入西太平洋後循原航線飛返駐地，期間曾短暫飛越海峽中線，中华民国空军派F-16升空驅離。8月10日，中國人民解放軍殲11、殲10型機短暫飛越海峽中線，中华民国空军派空中偵巡機驅離。
國防安全研究院《2020中共政軍發展評估報告》认为中國人民解放軍繞台灣島巡航与台美关系升温有直接关系:78。中華民國副總統賴清德访美（2月2日至9日）、美国卫生部长亚历克斯·阿扎访台（8月9日至12日）、美国国务次卿基思·克拉奇访台（9月17日至19日），解放军的军事活动频率均有增强，基思·克拉奇访台期间达到顶点。9月18日，中國人民解放軍轟6、殲16、殲11、殲10共18架軍機出現在台灣海峽，其中12架飛越海峽中線，台灣派F-16升空驅離。隔日，轟6、殲16、殲11、殲10、運8共19架軍機飛越海峽中線，中华民国空军派遣F-16、F-CK-1、幻象2000-5掛載空對空飛彈多批次升空攔截，空軍防空暨飛彈指揮部也使用防空飛彈追蹤監控。 此次越线，中华民国空军喊话“你已飛過海峽中線，立刻轉向脫離”，解放军空军则回應“没有海峡中线”。
2020年9月21日，中华人民共和国外交部发言人汪文斌就解放军台海军演问题应询时表示，“台湾是中国领土不可分割的一部分，不存在所谓的‘海峡中线’”。这是中华人民共和国政府首次公開表態否定海峡中线的存在。 國防安全研究院《2020中共政軍發展評估報告》将中華人民共和國这一系列举动指為「對台灣軍事恫嚇的強度達到1996年台灣海峽危機以來的最高點」:79。

### 默契打破
2022年5月10日，一架武装直升机直-10跨越海峽中線，這也是2020年9月之後，再有解放军軍機逾越海峽中線。5月26日，中华人民共和国国防部新闻局局長、國防部新聞發言人吳謙在例行记者会，针对直-10越过海峽中線的问题，否认中国大陆与台湾之间存在海峽中線。这是中华人民共和国政府第2次公開表態否定海峡中线的存在。6月13日，中华人民共和国外交部发言人汪文斌表示，根據《联合国海洋法公约》和中国国内法，台湾海峡水域由两岸的海岸向海峡中心线延伸，依次为中国的内水、领海、毗连区和专属经济区。
2022年6月24日下午，美國海軍P-8A反潛巡邏機由南向北沿海峽中線飛越台灣海峽上空，並開啟航空識別器，以航跡在台灣海峽上空畫出「海峽中線」，此舉引來解放軍軍機攔截干擾，雙方在台海對峙超過20分鐘。隨後美國印太司令部聲明表示，此架飛機在國際空域飛越台海，美國將在國際法允許範圍的任何地方飛行、航行，包括台灣海峽。此次飛機通過台灣海峽同時也是表明美國對自由開放印太地區的承諾
。對此，中方解放軍東部戰區發言人施毅回應稱美軍行為蓄意干擾破壞地區局勢，危害台海和平穩定，對此表示堅決反對，戰區部隊隨時保持高度戒備，堅決捍衛國家主權和領土完整。另外美軍第四軌道對菱傳媒再做出解釋，美軍P-8A是從台南南端開啟開啟的ADS-B訊號，至新竹北方後才關閉，是因當時軍機進入台灣海峽最窄之處，中國大陸與台灣直線距離僅126公里（68海里），為避免任何一端的誤判，才會在這段台灣海峽最窄的空域上空，開始ADS-B，以供佐證；美方第四軌道也強調，P-8A所開啟ADS-B的起點與終點與台海中線是不一樣的。
2022年7月7日，美国共和党参议院全国委员会主席、参议员里克·斯科特抵达台湾访问。8日，他分别会见总统蔡英文和行政院院長蘇貞昌。8日当天，多架解放军战机飞过台湾海峡中线，然后在空中盘旋进行战术操练。中华民国空军战机紧急升空拦截。《美国之音》报道提及，台方认为“解放军军机少有越过台海中线，尤其是从台湾西北方越线”，明显是针对斯科特访台。中華民國國防部谴责解放军战机越界，认为是挑衅行为，严重破坏区域和平与稳定。中华人民共和国国防部新闻发言人吴谦在8日回答相关提问时表示，“针对美台勾连挑衅恶劣行径，中国人民解放军东部战区于近日在台岛周边海空域组织多军兵种联合战备警巡和实战化演练。”
2022年8月2日，美国众议院议长佩洛西访问台湾，引起中华人民共和国政府的强烈反应，8月2日晚开始，中国人民解放军东部战区在台灣周边开展一系列联合军事行动，在台灣本島北部、西南、东南海空域进行联合海空演训，在台湾海峡进行远程火力实弹射击，在台岛东部海域组织常导火力试射。当晚，新华社受权发布公告称中国人民解放军将于8月4日12时至8月7日12时进行重要军事演训活动。對照海圖，這6個海域分布在台灣北部、東北部、西北部、東部、南部及西南部海域，位在台灣海峽、巴士海峽、東海及太平洋等海域，其中高雄外海的演訓區域进入中華民國領海基線内侧，離琉球嶼僅約9.5公里，也是中国人民解放军首次将军事演习范围越过台湾海峡中线，有评论认为这可能意味這打破了以往不跨越台湾海峡中线进行军事演习的默契。8月13日，中国人民解放军的飛機踰越海峽中線及其延伸線進入台灣西南空域13架次。
2023年4月1日，解放軍10架軍機飛越台海中線，此時蔡英文與前總統馬英九分別赴美洲與赴中國大陸，均不在台灣。蔡英文就職總統7週年之際，台方指11架次大陸軍機由5月20日上午6時起至21日上午6時止穿越台海中線。5月27日，台灣指26日上午6時起至27日上午6時止有8架次共機逾越海峽中線。7月4日，中華民國國防部表示解放军军机9架次飞越台海中线。

## 备注
1. ↑  2022年6月，中华人民共和国外交部发言人汪文斌表示，台灣是中國領土不可分割的一部分，台湾海峡水域是中华人民共和国的內水、领海、毗连区和专属经济区[4][5]。中華民國大陸委員會認為中华民国与中华人民共和国互不隶属。汪文斌的说法是「中共片面對台灣及台灣海峽宣稱的主張[……]『這是破壞台海現狀、進一步升高區域緊張的挑釁舉措，我方及國際社會不予承認、絕不接受』。[……]政府認為，台灣海峽是國際水域，屬於中華民國領海範圍以外的水域均適用國際法『公海自由』原則。」[6]
2. ↑  两点座标连成直线是中華民國國防部认可的说法[13]，另有經緯度近似，五点座标连成线的说法[14]。
3. ↑  中华民国与美国方面划定的中華民國防空識别區将江西、浙江、福建包括在内。
4. 1 2 3  姚洲典、伍姿蓉《維護漁權探討防制與查處大陸漁船越界之因應對策》原文：海峽中線或稱台海中線，是台灣海峽的一條無形界線，從北緯26度30分、東經121度23分─北緯24度50分、東經119度59分至北緯23度17分、東經117度51分，由中華民國海軍所劃定，為一條呈東北-西南走向的圓弧形。台海中線最早是第二次國共內戰、1949年後兩岸分隔的副產品。該線的起源不明，一說是1951年由當時的美軍太平洋司令軍官依據《中美共同防禦條約》(1954年)建議劃定，又稱為「戴維斯線」(Davis Line)。另一說為陳有維上將擔任作戰司令部司令時決定，又稱陳有維線[26]:14。
5. ↑  陳有維線另有一說為美軍要求時任中華民國空軍作戰司令部司令陳有維上將命令國軍戰機執行一般偵察巡邏類任務，不得進入中國大陸沿岸15浬內。作戰司令部內部即稱由中國大陸沿海島嶼向外延伸15浬之距離為陳有維線。
6. ↑  《中國時報》的报道中，中华民国空军失去台湾海峡中线西侧制空权的时间点在1999年7月13日[49]。
7. ↑  相关报道原文[23]：“知情人士說，參謀本部派員前往美國開會，美方高層認為兩國論可做不可說，說出來引發緊張是台灣的不是，要求台灣不得採取軍事回應，並把空中巡航範圍限縮到中線以東，否則美方也會對台有所回應。我方逼不得已只好同意，參謀總長唐飛將此命令傳達到作戰部門，台灣正式喪失海峽中線以西的領空[……]”提出两国论的1999年7月，唐飛任中華民國國防部部長。
8. ↑  相关报道原文[21]：“兩國論之後，兩岸形成新的默契，以海峽中線為活動範圍邊界，依據無法證實的消息，這是美國向雙方施壓斡旋的結果。”
9. ↑  行政院研究發展考核委員會、1992年编撰的书籍，列举的中華民國海軍任务，对“金、澎、东、南沙[当指南沙群岛中的太平島]”的任务称“南巡、南运”，对“马祖、东引”的任务称“北巡、北运”[40]:81。

## 外部連結
- 林士毓: 從國際法談台灣海峽軍事力量的運用。 （页面存档备份，存于） 海軍軍官學校季刊-第32卷第1期 (2013-03-15) （页面存档备份，存于）
- 中共戰機闖入 日戰機攔截 都為了台灣這個區域 (2017-10-25) （页面存档备份，存于）（繁體中文）
- Cheng, R. D. . Taiwan Sentinel. 2019-04-03  [2022-08-29]. （原始内容存档于2022-10-06） （美国英语）. ≈ Cheng, R. D. . Taiwan Insight. 2019-10-04  [2022-08-29]. （原始内容存档于2022-08-29） （英语）.
- 林瀚城: 臺灣海峽中線在美中臺的地位。國會季刊 第 49 卷第 3 期 2021 年 9 月 （页面存档备份，存于）
- . 2022-08-10  [2022-08-29]. （原始内容存档于2022-08-29） （中文（臺灣））.